# Łapszanka
Łapszanka (slowakisch Lapšanka, ungarisch Kislápos; deutsch Kleinlapsch) ist eine Ortschaft mit einem Schulzenamt der Gemeinde Łapsze Niżne im Powiat Nowotarski der Woiwodschaft Kleinpolen in Polen.

## Geographie
Der Ort liegt am Bach Łapszanka. Die Nachbarorte sind Łapsze Wyżne im Norden sowie Rzepiska im Westen. Im Süden grenzt er an die Slowakei (Osturňa).

Karte der Polnischen Zips
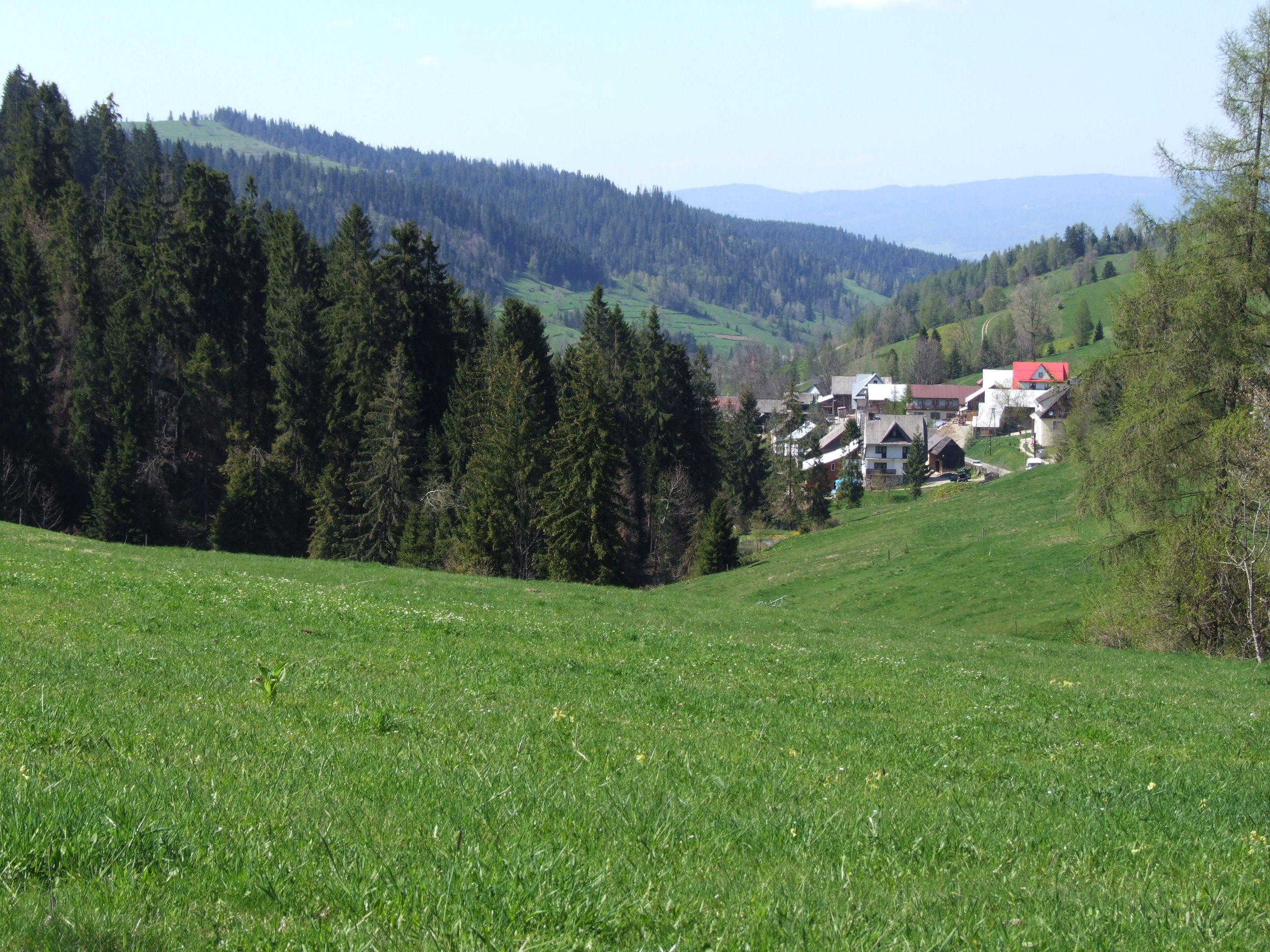
Ortsansicht

## Geschichte
Łapszanka ist eines der vierzehn Dörfer in der Polnischen Zips.
Der Ort entstand im 16. Jahrhundert als Tochtersiedlung von Łapsze Wyżne. Bis zur ersten Hälfte des 17. Jahrhunderts wurde er von vielen Russinen bewohnt, wahrscheinlich aus Osturňa. Im Jahre 1589 verkaufte Albrecht Łaski das Dorf an György Horváth.
Im 19. Jahrhundert wurde Slowakisch die Sprache der Kirche und der Schule, aber die lokalen Goralen sprachen Goralisch, einen polnischstämmigen Dialekt, der in den ungarischen Volkszählungen im Gegensatz zu den goralischen Dörfern der Arwa immer als Slowakisch betrachtet wurde. Später wurde eine Politik der Magyarisierung betrieben.
1918, nach dem Ende des Ersten Weltkriegs und dem Zusammenbruch der k.u.k. Monarchie, wurde das Dorf Teil der neu entstandenen Tschechoslowakei. In Folge der tschechoslowakisch-polnischen Grenzkonflikte im Zips-Gebiet wurde der Ort 1920 der Zweiten Polnischen Republik zugesprochen. Zwischen den Jahren 1920 und 1925 gehörte er zum Powiat Spisko–Orawski, ab 1. Juli 1925 zum Powiat Nowotarski. Im Jahre 1921 hatte die Gemeinde 51 Häuser mit 278 Einwohnern, davon alle römisch-katholische Polen.
Von 1939 bis 1945 wurde das Dorf ein Teil des Slowakischen Staates.
Von 1975 bis 1998 gehörte Łapszanka zur Woiwodschaft Nowy Sącz.

## Sehenswürdigkeiten
- Kirche, gebaut 1902

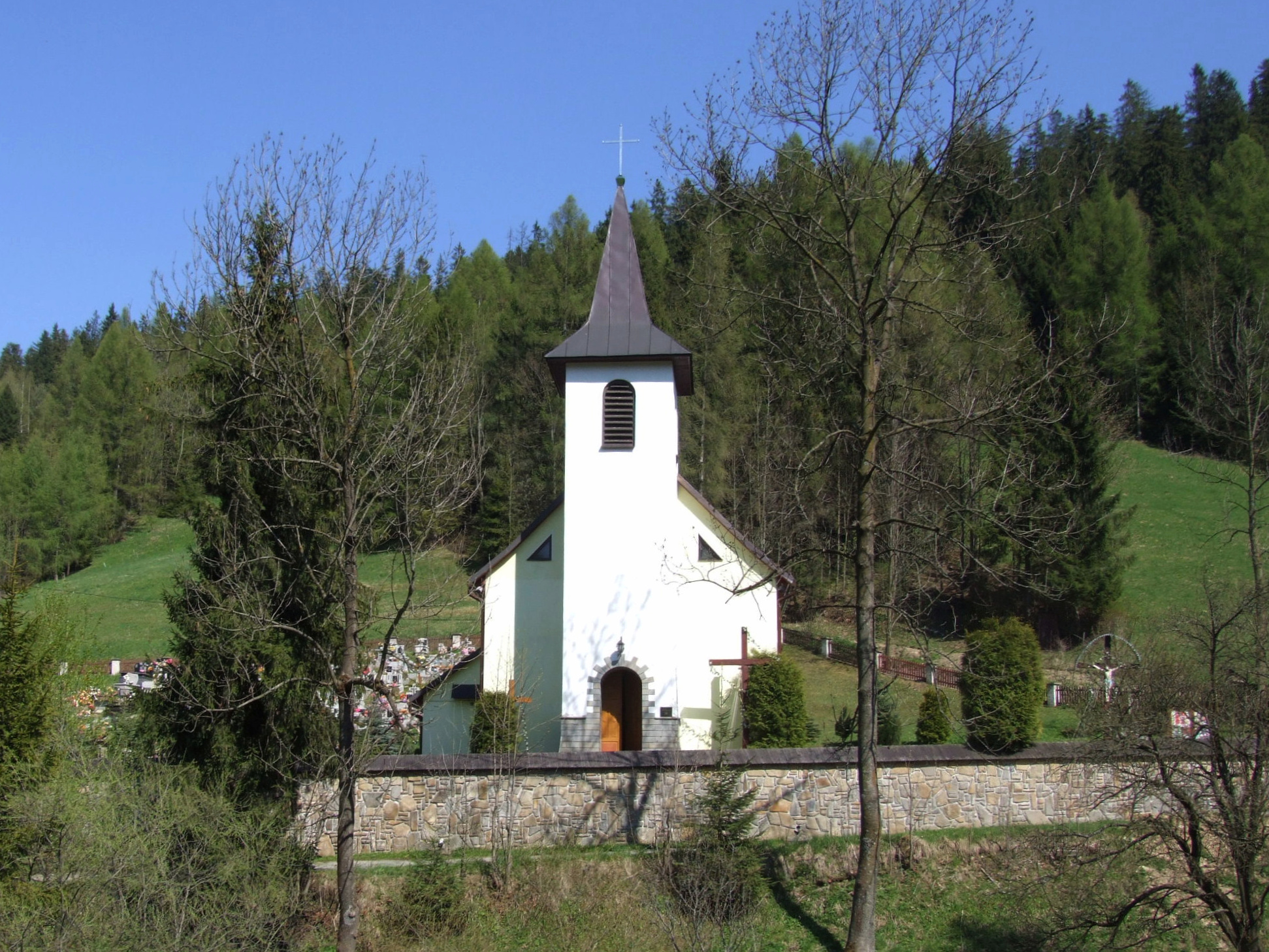
Kirche